# Téthieu
Téthieu település Franciaországban, Landes megyében. Lakosainak száma 763 fő (2022. január 1.). Téthieu Candresse, Goos, Hinx, Pontonx-sur-l’Adour, Préchacq-les-Bains és Saint-Vincent-de-Paul községekkel határos.

## Népesség
A település népessége az elmúlt években az alábbi módon változott:
| Lakosok száma | 488  | 486  | 485  | 617  | 695  | 725  | 759  | 773  | 777  | 763  |
|               | 1968 | 1982 | 1990 | 2006 | 2013 | 2015 | 2017 | 2019 | 2020 | 2022 |